# Sœurs de la Sainte Famille de Thrissur
Ne doit pas être confondu avec Sœurs de la charité de Thrissur.
Les sœurs de la Sainte Famille de Thrissur  (en latin : Congregatio Sororum a Sacra Familia) est une congrégation religieuse féminine enseignante et hospitalière de droit pontifical. 

## Historique
Après une tentative de vie religieuse chez les carmélites déchaussées, Marie Thérèse Chiramel Mankidyan (1876-1926) fonde, avec la permission de l'évêque et le soutien du Père Joseph Vithayathil, la congrégation des sœurs de la Sainte Famille pour l'éducation des filles, le soin des malades et l'aide aux nécessiteux. Le 14 mai 1914, Marie Thérèse et trois compagnes prononcent leurs vœux religieux.
À la mort de la fondatrice, la congrégation a trois maisons ; le Père Vithaytil lui succède dans le gouvernement de l'institut et, en 1942, la première supérieure générale est élue. À l'origine, les religieuses adoptent les constitutions des sœurs de la Sainte-Famille de Bordeaux qui sont révisées à plusieurs reprises, réformées après Vatican II et approuvées le 6 janvier 1978 ; la congrégation devient de droit pontifical le 1er avril 1978.

## Activités et diffusion
Les sœurs se dédient à l'enseignement de la jeunesse, à l'assistance aux malades, aux orphelins. 
Elles sont particulièrement présentes en Indemais aussi quelques maisons en:
- Europe : Allemagne, Italie.
- Amérique : États-Unis.
- Afrique : Ghana, Kenya, Soudan du Sud.

La maison-mère est à Mannuthy dans la banlieue de Thrissur dans le Kerala. 
En 2015, la congrégation comptait 1962 sœurs dans 228 maisons.